# 日本テレビ火曜8時枠時代劇
日本テレビ火曜8時枠時代劇は、1964年5月から9月、1967年10月から1969年3月、および1973年10月から1997年3月までの約25年半（中断あり）に渡って日本テレビで放送されていた時代劇枠である。

## 概要
この枠は1997年3月まで放送しており、日本テレビ最後の20時台でのドラマ枠であった。
本枠は『伝七捕物帳』以降、『父子鷹』（松竹制作）を除く全ての作品が日本テレビの関連会社・ユニオン映画によって製作されたものである。特に里見浩太朗主演の作品が非常に多かった。
1993年に、当時日本テレビの編成局長だった萩原敏雄が「時代劇で視聴率を獲得する時代は終わった」と発言し、前枠の火曜19時台も当時低迷していたことから1995年度以降は野球シーズン中は19時 - 20時台が単発2時間特番枠に置き換えられ、シーズンオフのみの放送に縮小する。またプロ野球中継を編成することも多くなり、特に野球シーズンに放送枠を設けた最後の年である1994年は7月・8月の放送が一切なかった。
最終的に1997年3月をもって日本テレビはレギュラーとしての時代劇から完全撤退し、以降は2004年6月30日に放送されたスペシャルドラマ『丹下左膳 TANGE SAZEN』（中村獅童主演）や、2005年12月27日に放送されたスペシャルドラマ『河井継之助 駆け抜けた蒼龍』を除いて新作の時代劇を全く制作していない。更に本枠が廃枠になった事で日本テレビ20時台のドラマ枠は全廃になった。なお、21世紀になってからNHKを含めた地上波で20時台にドラマ枠を設定していないのは日本テレビだけである。
現在ではすべての番組が日本テレビから所有権を離してユニオン映画に著作権が移ったため、地上波ではテレビ東京系列の『時代劇アワー』で再放送するのが定番化している。ただし本枠で拡大版として放送された作品は時代劇アワーの設定枠上分割放送が困難なため、2021年現在でも再放送は一切行われていない。
一方で衛星放送では一部作品がBS日テレの月曜 - 金曜10:00 - 11:00枠および12:00 - 13:00枠で放送され、時折拡大版も別時間帯で放送することがある。

## 歴代作品
- 1964年05月 - 1964年09月：戦国の剣豪 - 枠は20:00 - 20:56。
- 1967年10月 - 1968年04月：桃太郎侍（尾上菊之助版）
- 1968年04月 - 1968年09月：昔三九郎
- 1968年10月 - 1969年03月：五人の野武士
- 1973年10月 - 1977年10月：伝七捕物帳（四代目中村梅之助版） - 当初は20:00 - 20:55だが、継続中の1975年10月に20:00 - 20:54に変更（1分短縮）
- 1977年10月 - 1982年11月：新五捕物帳
- 1982年11月 - 1983年09月：右門捕物帖（杉良太郎版）
- 1983年10月 - 1986年12月：長七郎江戸日記（第1シリーズ）
- 1987年01月 - 1987年12月：銭形平次（風間杜夫版）
- 1988年01月 - 1989年09月：長七郎江戸日記（第2シリーズ）
- 1989年10月 - 1990年10月：八百八町夢日記（第1シリーズ）
- 1990年10月 - 1991年09月：長七郎江戸日記（第3シリーズ）
- 1991年10月 - 1992年09月：八百八町夢日記（第2シリーズ）
- 1992年10月 - 1993年03月：半七捕物帳（里見浩太朗版）
- 1993年03月 - 1993年12月：闇を斬る!大江戸犯科帳
- 1994年01月 - 1994年03月：父子鷹（六代目市川染五郎・九代目松本幸四郎版）
- 1994年04月 - 1995年03月：江戸の用心棒

以降、プロ野球シーズンオフのみの放送となる（野球シーズン中は2時間特番枠『火曜デラックス』のため中断）。
- 1995年10月 - 1996年03月：江戸の用心棒II
- 1996年10月 - 1997年03月：さむらい探偵事件簿